# Абрами (Польща)
Абрами (пол. Abramy) — село в Польщі, у гміні Калушин Мінського повіту Мазовецького воєводства.
Населення — 44 особи (2011).
У 1975-1998 роках село належало до Седлецького воєводства.

## Демографія
Демографічна структура станом на 31 березня 2011 року:
|          | Загалом | Допрацездатний вік | Працездатний вік | Постпрацездатний вік |
| -------- | ------- | ------------------ | ---------------- | -------------------- |
| Чоловіки | 21      | 6                  | 11               | 4                    |
| Жінки    | 23      | 7                  | 13               | 3                    |
| Разом    | 44      | 13                 | 24               | 7                    |